# Botkyrka HC
Le Botkyrka HC est un club de hockey sur glace de Tumba en Suède. Il évolue en Division 1, le troisième échelon suédois.

## Historique
Le club est créé en 1998 sous le nom de T/B Hockey. En 2000, il est renommé Botkyrka HC.

## Palmarès
- Aucun titre.